# Лапити
Лапитите (на старогръцки: Λαπίθαι; на латински: Lapithae) са митическо племе от великани, обитаващи земите около планините Ета и Пелион в Тесалия, олицетворение на бурята. Деца са на Лапит – сина на Аполон и Стилба, която е дъщеря на Пеней (бог на едноименната река в Тесалия). Лапитите са братовчеди на кентаврите – Лапит е брат на Кентавър. Славели са се като войнствени и независими. При сватбата на техния цар Пиритой с Хиподамия, поканените диви кентаври се опиянили от вино и кентавърът Евритион се опитал да отвлече невестата, което става повод за кентавромахията – война между кентаври и лапити, която лапитите спечелват. 

Някои лапити са споменати в Троянска война като военачалници – Леонтей е предвождал 40 кораба (виж Списък на корабите).

Лапитите обитавали равнинната земя на Тесалия и Магнетида, преди това земя на пеласгите, които лапитите прогонили.Митовете за лапитите вероятно се преплитат с действителност. Вероятно е съществувало племе лапити – едно от древните тесалийски племена, дорийци.

## Царство
Царе на лапитите са:
- Хипсей син на Пеней
- Лапит син на Аполон
- Флегий син на Арес
- Иксион син на Флегий
- Пиритой син на Зевс или на Иксион
- Елат
- Кеней син на Елат
- Корон син на Кеней
- Полипоет син на Пиритой
- Леонтей син на Корон

Столица е Лариса в Тесалия. Царството на лапитите е разрушено от войските на Eгимий, цар на дорийците и Херакъл.